# Родічкін Іван Дмитрович
Іван Дмитрович Родічкін (*30 червня 1927, Москва — †1999, Київ) — архітектор. Доктор архітектури. Автор рекреаційних проектів парків та скульптурно-паркових комплексів.

## Біографія
Іван Дмитрович Родічкін народився в Москві 30 червня 1927 року.
З 1966 року Іван Родічкін працював на кафедрі міського будівництва Київського інженерно-будівельного інституту.
Помер в 1999 році в Києві.

## Проекти[1]

### Реалізовані
- Експериментальний лісопарк «Голосіївський ліс».
- Конкурсний проект Дніпровського спортивно-паркового комплекса
- Відновлення садиби Качанівка
- Скульптурно-парковий ансамбль «Новий Кучук-Кой» в Криму
- Скульптурно-парковий ансамбль Корсунь-Шевченківського історичного парку

### Не реалізовані
- Спортивно-оздоровчий комплекс «Шахтар» і парк на території фірми «ЕМБРОЛ — Україна» в Донецьку

## Учні[2]
- Доктори архітектури, професори: Г. А. Потаєв (Мінськ), А. А. Мірошниченко (Дніпропетровськ), К. М. Яковлєвас-Матецкіс (Вільнюс), А. Ж. Абілов (Алма-Ата), А. Д. Жирнов (Київ);
- Аспіранти, що стали кандидатами наук: А. Р. Горбик, Н. В. Сідорова, О. В. Лєсков (Київ), Ю. Я. Сабан (Львів)

## Публікації
Більше 250 наукових публікацій (в тому числі 12 монографій). Серед них:
- Проектування сучасних заміських парків. — Будівельник, 1981 г.
- Методологія містобудівельного проектування рекреаційних систем в умовах Української РСР: дис. . д-ра архитектури : 18.00.04. Т. 1. — СПб., 1980. — 363 с.
- Людина, середовище, відпочинок. — Київ: Будівельник, 1977. — 159 с.
- Строительство лесопарков в СССР. — М.: Лесная промышленность, 1972. — 180 с.